# Chacraraju
El Chacraraju o Chakraraju és una muntanya de la Cordillera Blanca, que forma part dels Andes Peruans. Està formada per dos cims. El més alta, l'oest o Chacraraju oest, s'alça fins als 6.108 msnm i l'est o Chacraraju est ho fa fins als 6.001 m. Es troba dins el Parc Nacional del Huascarán.
La primera ascensió del cim est va tenir lloc el 31 de juliol de 1956 per Maurice Davaille, Claude Gaudin, Raymond Jenny, Robert Sennelier, Pierre Souriac i Lionel Terray per la cara nord/aresta nord-est. El cim est fou conquerit el 5 d'agost de 1962 per René Dubost, Paul Gendre, Guido Magnone, Jacques Soubis i Lionel Terray, que seguiren l'aresta nord-est/cara est.